# Ladislav Zemánek
Ladislav Zemánek (* 24. července 1992 Praha) je český historik a rusista, výzkumný pracovník evropského think tanku Čínské akademie sociálních věd China-CEE Institute a expert Valdajského klubu.

## Vzdělání
Absolvoval obor východoevropská studia na Filozofické fakultě Univerzity Karlovy v Praze pod vedením docenta Hanuše Nykla (Bc. 2016, Mgr. 2018, PhDr. 2018). Doktorský titul získal v oboru historie na Ústavu světových dějin FF UK pod vedením profesora Václava Horčičky poté, co v roce 2024 obhájil dizertační práci "A Wasted Opportunity? The Soviet Leadership and Chinese Reforms, 1978-1991" ("Promarněná příležitost? Sovětské vedení a čínské reformy, 1978-1991"). Jeho spolužáky zde byli generál Karel Řehka či plukovník Otakar Foltýn. V průběhu doktorského studia byl opakovaně oceněn za svou publikační činnost děkanem FF UK Michalem Pullmannem a Evou Lehečkovou. Absolvoval stáže ve Státním institutu mezinárodních vztahů v Moskvě a Parlamentním institutu Parlamentu České republiky.

## Politická kariéra
V letech 2009-2011 se angažoval v komunistickém hnutí. V roce 2010 byl zvolen tajemníkem a členem předsednictva Svazu mladých komunistů Československa a redaktorem časopisu Československá mladá pravda. V prosinci téhož roku se zúčastnil XVII. světového festivalu mládeže a studentstva v Jihoafrické republice, který organizovala Světová federace demokratické mládeže. V roce 2011 konvertoval ke křesťanství a přijal pravoslavnou víru.
Postupně začal přispívat na pravicové euroskeptické servery (EUportál, Fragmenty), publikoval také v Neviditelném psu, Parlamentních listech, časopisu brněnského Centra pro studium demokracie a kultury Revue Politika či magazínu Protiproud, který v roce 2013 založil bývalý vicekancléř Petr Hájek. Ten bývá považován za dezinformační a kritizován za šíření proruských narativů a konspiračních teorií. Názorově se sbližoval se skupinou kolem tehdejšího prezidenta Václava Klause a Akce D.O.S.T. Stal se signatářem jejího manifestu, který varuje před omezováním občanských práv a svobod v západních liberálních demokraciích, staví se za tradiční rodinu a tradiční hodnoty vycházející z křesťanství a antiky, hájí národní stát a odmítá multikulturalismus.
Od 11. ledna 2014 do 28. října 2015 byl místopředsedou nacionalistické strany Národní demokracie. Zemánek byl kritikem pozice Sobotkovy vlády k ruské zahraniční politice a konfliktu na Ukrajině. V březnu 2014 vystoupil na demonstraci proti mediálním dezinformacím na Václavském náměstí organizované senátorem ČSSD Jiřím Vyvadilem. Prohlásil zde, že silné Rusko je pro středoevropské země potřebné jako protiváha EU a USA a jako ochránce tradičních hodnot.
Dne 2. listopadu 2014 se v roli pozorovatele zúčastnil voleb v mezinárodně neuznané Doněcké lidové republice. Z důvodu ilegálního vstupu na území Ukrajiny a legitimizaci voleb byl Ladislav Zemánek zařazen na seznam organizace Myrotvorec, založený v roce 2014 z iniciativy pozdějšího náměstka ministra obrany v Hrojsmanově vládě. Činnost této ukrajinské organizace vyvolává mezinárodní kontroverze a byla kritizována i ze strany Úřadu Vysokého komisaře OSN pro lidská práva. Ocitl se také na ukrajinském sankčním seznamu vydaném prezidentem Petrem Porošenkem (nařízení č. 549/2015) ve společnosti senátora Jaroslava Doubravy, ruského ministra obrany Sergeje Šojgua, předsedy Státní dumy Sergeje Naryškina či prezidenta Čečenské republiky Ramzana Kadyrova. V rozhovoru pro rádio Svobodná Evropa uvedl, že jejich cestu organizovala a platila „ruská strana“. Proti zařazení novinářů na sankční seznam protestovala agentura Reuters nebo britská BBC, která o situaci na Ukrajině podává nezávislé a objektivní informace. Na žádost zahraničního editora BBC Andrew Roye byli její novináři se sankčního seznamu odstraněni. V následujících letech byla většina ukrajinských sankčních opatření vůči Ladislavu Zemánkovi zrušena.
V březnu 2015 přednášel na konferenci s názvem „Ukrajina – ruská země?“, kterou organizovala Národní demokracie a Vlastenecká fronta. Zemánek prohlásil, že Ukrajina jakožto stát je novotvarem, který nemá žádnou tradici a oporu v minulosti. Uvedl také, že ukrajinský nacionalismus se v minulosti stal instrumentem pro prosazování zájmů cizích států, například Rakouska-Uherska a Německa, a v současnosti prý "vyhovuje americkým zájmům". V červnu téhož roku vystupoval společně s Tomiem Okamurou na Hovorech na pravici, organizovaných Akcí D.O.S.T. a věnovaných multikulturalismu a migrační krizi. V srpnu 2015 také spolu s krajně pravicovým županem Banskobystrického kraje Marianem Kotlebou řečnil na demonstraci v Praze.
Zemánkovo jméno figurovalo v prohlášení, které strana vydala v březnu 2015 a podle něhož „židovská otázka nebyla dosud uspokojivě vyřešena“. Text spolu s Adamem B. Bartošem umístil k symbolickému hrobu Anežky Hrůzové u Polné na Jihlavsku. Brněnský radní Michal Doležel (Žít Brno) na něj v té souvislosti podal trestní oznámení pro hanobení národa, rasy, etnické nebo jiné skupiny osob a pro podněcování k nenávisti vůči skupině osob nebo k omezování jejich práv a svobod. Před Vánocemi téhož roku jihlavští kriminalisté zahájili úkony trestního řízení a obvinili Zemánka i jeho spolustraníka Adama Bartoše. Strana označila trestní oznámení za politicky motivované a výklad textu ze strany oznamovatele označila za účelovou dezinterpretaci. V březnu 2016 byla podána obžaloba a o jejich vině nepravomocně rozhodla jihlavská soudkyně Tereza Jedličková formou tzv. trestního příkazu. Oba obvinění dostali shodně tresty odnětí svobody na dvanáct měsíců s podmíněným odkladem na zkušební dobu dvou roků. Zemánek i Bartoš proti rozhodnutí podali odpor. Tím bylo rozhodnutí zrušeno a došlo k zahájení hlavního líčení. V říjnu 2016 soud v Zemánkově případě nakonec upustil od potrestání.
Počátkem roku 2016 oznámila strana podíl na založení Světového národně-konzervativního hnutí, jehož čestným předsedou byl známý nacionalistický politik, zakladatel a dlouholetý předseda francouzské Národní fronty Jean-Marie Le Pen, a ohlásila Zemánkovo očekávané zasednutí v nejvyšších orgánech hnutí. Do projektu se údajně zapojily i politické strany z Francie, Belgie, Polska, Švédska či Spojených států amerických.
Díky své podpoře Srbska, odmítavému postoji k nezávislosti Kosova, podpoře haagským tribunálem až do roku 2015 vězněného Vojislava Šešelja i tradičních křesťanských hodnot se opakovaně dočkal publicity v srbských médiích. Ta oceňovala jeho pravoslavné vyznání a důraz na spolupráci mezi slovanskými zeměmi.
Je členem spolku Svatopluk, který v roce 2022 založil diplomat a bývalý náměstek ministra zahraničí Petr Drulák, bývalý ředitel Občanského institutu Michal Semín a ekonomka Ilona Švihlíková. Spolek sdružuje pravicové i levicové kritiky liberalismu a zastánce národní suverenity a prosazuje změnu režimu směrem k prezidentské republice v kombinaci s přímou demokracií. Má blízko k bývalému prezidentovi Miloši Zemanovi, slovenské vládě Roberta Fica a populistickým stranám, jako je ANO, SPD či Stačilo!

## Vědecká kariéra
Ladislav Zemánek je autorem řady článků ve vědeckých časopisech a kolektivních monografiích v České republice i v zahraničí, především v Číně, Maďarsku, Německu, Rusku, Srbsku a na Slovensku. Jeho komentáře a analýzy mezinárodních vztahů či čínské politiky se objevují v předních zahraničních médiích, např. v Kuang-ming ž’-pao či RT. V českém prostředí byly nejnověji publikovány Literárními novinami či časopisem Argument, vydávaným ekonomkou Ilonou Švihlíkovou.

### Instituce
V letech 2018 až 2021 spolupracoval s Centrem globálních studií Filosofického ústavu Akademie věd České republiky, vedeného docentem Markem Hrubcem. Podílel se zde na organizaci mezinárodních konferencí a výzkumu čínské a ruské politiky. Roku 2019 se například zúčastnil konference „Šanghajská organizace pro spolupráci a Evropa: partneři, soupeři či nepřátelé?“, kterou organizoval sociální vědec Marek Hrubec a jako hlavní řečník zde vystoupil ruský politolog a sinolog Alexandr Lukin. Akci kritizovala sinoložka Olga Lomová (Sinopsis), filozof Václav Němec či poslanec ODS Pavel Žáček, podle něhož šlo o vlivovou akci propagující politiku Kremlu.
Od roku 2019 je výzkumným pracovníkem China-CEE Institute, think tanku Čínské akademie sociálních věd v Budapešti. Údajně se zabývá problematikou vztahů mezi Čínou a Evropskou unií, podle novináře Lukáše Valáška však ve skutečnosti podává zprávy o fungování českého politického systému, výsledcích voleb a dění v Česku. Experti z projektu Sinopsis tvrdí, že podobné informace získané spoluprací s partnery v akademické sféře s velkou pravděpodobností využívají čínské rozvědky při plánování operací namířených například proti zemím Evropské unie.
Vzápětí po parlamentních volbách v říjnu 2021 server Aktuálně.cz publikoval sérii kritických článků o výzkumu, který v Centru globálních studií Filosofického ústavu Akademie věd České republiky pod vedením Marka Hrubce probíhal. Kauza vedla k výrazným personálním změnám, ukončení projektů zaměřených na Čínu a Rusko a následné likvidaci Centra globálních studií navzdory stanovisku etické komise Akademie věd, která na Zemánkově výzkumu ani propojení s China-CEE Institute neshledala nic problematického, a to už proto, že Čínská akademie sociálních věd byla partnerskou organizací AV ČR. Rozhodnutí předsedkyně Evy Zažímalové o okamžitém ukončení Zemánkova angažmá na AV ČR a Hrubcově odvolání ze všech manažerských funkcí uvítala nastupující ministryně pro vědu, výzkum a inovace za TOP 09 Helena Langšádlová, senátor Pavel Fischer či ředitel thinku tanku Evropské hodnoty Jakub Janda. Zároveň ale mediální kampaň vyvolala negativní reakce v České republice i v zahraničí. Někteří akademici v té souvislosti kritizovali zásahy do svobody slova a vědeckého bádání.
Kampaň následně pokračovala v Maďarsku na stránkách opozičního časopisu HVG. Článek publikovaný neokonzervativním americkým think tankem Jamestown Foundation potvrdil, že kauza byla iniciována českými akademiky z projektu Sinopsis, který je spolufinancován kontroverzní americkou organizací National Endowment for Democracy (NED), ministerstvem zahraničí USA či institucemi z Tchaj-wanu. Projekt proto bývá v českém prostředí opakovaně kritizován za nedostatek objektivity, politizaci vědy a prosazování cizích zájmů. Vedení China-CEE Institute odsoudilo politizaci akademických aktivit i pokusy o ovlivňování vědy prostřednictvím mediálních tlaků a za Ladislava Zemánka se postavilo. Zemánek kritiku odmítl v článku publikovaném britským deníkem Financial Times, kde varoval před omezováním základních práv a svobod pod záminkou ochrany národní bezpečnosti a přirovnal současný vývoj k nechvalně proslulému období tzv. mccarthismu, kdy byla na základě vykonstruovaných obvinění potlačována opozice v USA. Oběťmi politických represí se tehdy staly tisíce občanů včetně řady známých osobností.
V roce 2022 byl Zemánek zařazen mezi experty Valdajského klubu, mezinárodního odborně-analytického diskusního fóra, sdružujícího intelektuály, politiky, podnikatele a další osobnosti z celého světa, a organizovaného předními ruskými univerzitami (MGIMO) a think tanky, blízkými vládě. Publikuje na stránkách Valdajského klubu, kde v době po vpádu Ruska na Ukrajinu šíří narativ sympatizující s Ruskem a politický systém v České republice a dalších západních demokraciích popisuje jako „liberální autoritářství“.
Během doktorského studia na Univerzitě Karlově se minimálně dvakrát zúčastnil konference, kterou organizoval Státní institut mezinárodních vztahů v Moskvě při ministerstvu zahraničních věcí. Na konferencích, jakož i v některých článcích publikovaných v Rusku, se objevil s chybnými akademickými tituly (Ph.D., prof.). V květnu 2024 Český rozhlas informoval o tom, že tím podle univerzitní Etické komise, vedené katolickým knězem Markem Váchou, porušil etický kodex Univerzity Karlovy. Škola ale tvrdí, že nemá jak zjistit, zda si tituly přisvojil sám, a interní vyšetřování neodhalilo, že by se Zemánek úmyslně dopustil podvodu. Zároveň zástupci univerzity zdůraznili, že studenta nemohou postihovat za vědecké ani politické názory, a odmítli tak argumentaci Zemánkových kritiků z řad bývalých zaměstnanců univerzity, kteří požadovali Zemánkovo vyloučení a odebrání jeho akademických titulů. Děkanka FF UK Eva Lehečková se neztotožnila se stanoviskem Etické komise a Ladislava Zemánka podpořila. Sám Zemánek označil celou kauzu za „dehonestační“ a „politicky motivovanou“.
Když na Univerzitě Karlově v září 2024 úspěšně absolvoval doktorské studium, americké Rádio Svobodná Evropa to ve svém článku označilo za „skandál“ a konstatovalo, že rozhodnutí pražské univerzity údajně dále legitimizuje Zemánkovu činnost ve prospěch Ruska. Počínání Svobodné Evropy vzápětí zkritizoval bývalý diplomat a náměstek ministra zahraničí Petr Drulák, který odsoudil opakované pokusy o perzekuci Ladislava Zemánka z politických důvodů a vyzval k vyhoštění americké rozhlasové stanice z České republiky.

### Vědecký výzkum
Zemánek se v minulosti zabýval politickou a právní filozofií s důrazem na ruský konzervatismus, sociální liberalismus a reformní socialismus a publikoval studie věnované významným ruským filozofům, jako byli Ivan Iljin, Pavel Novgorodcev, Sergej Gessen, Bogdan Kisťakovskij či Georgij Gurvič. V návaznosti na polského historika Andrzeje Walického analyzoval vazby mezi ruským liberalismem a socialismem a rozvinul Walického narativ o utváření liberálně socialistického paradigmatu, které v odlišném historickém kontextu anticipovalo sovětský liberální socialismus z doby perestrojky.
V současnosti se věnuje dějinám, potenciálu a rizikům interakce mezi aktéry v eurasijském makroregionu s důrazem na Evropskou unii, Čínu a Rusko včetně projektu Nové hedvábné stezky, Šanghajské organizace pro spolupráci a BRICS.
Zemánek analyzuje rizika spojená s vývojem liberální demokracie se zaměřením na problematická místa západního politického modelu. V návaznosti na autory, jako je politický filozof Isaiah Berlin a John N. Gray, politolog Richard Sakwa, Adrian Pabst a Sergej Karaganov či sociolog Frank Furedi tematizuje autoritářské prvky v liberalismu a rozvíjí koncept postliberalismu jakožto nového vývojového stadia liberální ideologie, které je spjato s transformací mezinárodního systému.
V článku publikovaném ve vlivném ruském časopisu Russia in Global Affairs v roce 2023 analyzoval v návaznosti na Stephena F. Cohena a Richarda Sakwu mezinárodní vztahy prizmatem „druhé studené války“, která je údajně definována konfliktem mezi liberálním a suverénním internacionalismem. Zemánek tento střet extrapoluje na interní vývoj liberálních demokracií, které už z jeho pohledu nejsou definovány soupeřením levice a pravice, ale liberalismu a suverénního populismu, spojujícího jak levicové, tak pravicové neliberální aktéry.